# 1080
Évszázadok: 10. század – 11. század – 12. század
Évtizedek: 1030-as évek – 1040-es évek – 1050-es évek – 1060-as évek – 1070-es évek – 1080-as évek – 1090-es évek – 1100-as évek – 1110-es évek – 1120-as évek – 1130-as évek
Évek: 1075 – 1076 – 1077 – 1078 –  1079 – 1080 – 1081 – 1082 – 1083 – 1084 – 1085

## Események
- Szent László király visszafoglalja Bizánctól a Szerémség Száván túli részét.
- I. Vilmos angol király levélben emlékezteti Róma püspökét, hogy nem tartozik neki engedelmességgel.
- II. Humbert lesz Savoya grófja (1103-ig uralkodik).
- VII. Gergely pápa másodszor is kiátkozza IV. Henrik német-római császárt; válaszul a császár zsinatot hív össze, amelyen kánonjogi eljárást indítanak a pápa ellen.[1]

## Születések
- IV. Lipót osztrák őrgróf. († 1141)
- Urraca Kasztília és León királynője († 1126).
- Leoni Teréz, VI. Alfonz kasztíliai király törvénytelen lánya († 1130)

## Halálozások
- április 17. – III. Harald dán király
- október 15. – Rudolf német ellenkirály
- Ísleifur Gissurarson, Izland első püspöke
- II. Amadeus savoyai gróf